# قطعنامه ۱۶۲۱ شورای امنیت
قطعنامه ۱۶۲۱ شورای امنیت سازمان ملل متحد که در تاریخ ۰۶ سپتامبر ۲۰۰۵ تصویب شد، سندی بین‌المللی دربارهٔ اوضاع در مورد جمهوری دموکراتیک کنگو است. این قطعنامه طی نشست ۵۲۵۵ام با ۱۵ رای موافق، ۰ مخالف و ۰ ممتنع تصویب شد.